# Sędziwojewo
Sędziwojewo (prononciation : [sɛnd͡ʑivɔˈjɛvɔ], en allemand : Sendschau) est un village polonais de la gmina de Września dans le powiat de Września de la voïvodie de Grande-Pologne dans le centre-ouest de la Pologne.
Il se situe à environ 6 kilomètres à l'est de Września (siège de la gmina et du powiat) et à 52 kilomètres à l'est de Poznań (capitale régionale).

## Histoire
De 1975 à 1998, le village faisait partie du territoire de la voïvodie de Poznań.

Depuis 1999, Sędziwojewo est situé dans la voïvodie de Grande-Pologne.